# Almássy Zsuzsa
Almássy Zsuzsa (Budapest, 1950. október 8. –) műkorcsolyázó, edző.

## Élete
1956-tól az FTC (Ferencvárosi Torna Club) műkorcsolyázójaként versenyzett. 1958-tól nevelőedzője Nagy László olimpiai bronzérmes, Európa-bajnok műkorcsolyázó volt. 1964-től 1972-ig szerepelt a magyar válogatottban. Első jelentős eredménye az 1966. évi pozsonyi Európa-bajnokságon elért hatodik helyezése volt. Ettől kezdődően a hetvenes évek elejéig a sportág első számú magyar képviselőjeként a világ élvonalába tartozott. 1966-tól 1972-ig minden évben az év műkorcsolyázójává választották. Eredményeit egyéni műkorcsolyázásban érte el. Részt vett az 1964. évi, az 1968. évi és az 1972. évi téli olimpiákon, ahol egy ötödik és egy hatodik helyezést ért el. 1969-ben a Colorado Springsben rendezett világbajnokságon bronzérmet, az 1971. évi zürichi Európa-bajnokságon ezüstérmet, az 1967. évi ljubljanai és az 1970. évi leningrádi Európa-bajnokságon bronzérmet nyert.
1973-tól az Egyesült Államokban hivatásos jégrevü-szólótáncos lett. 1974-ben hazatért és a Budapesti Műszaki Egyetemen gépészmérnöki oklevelet szerzett. 1980-tól Svájcban él, és Zürichben műkorcsolya-edzőként tevékenykedik.

## Sporteredményei
- olimpiai 5. helyezett (1972)
- olimpiai 6. helyezett (1968)
- világbajnoki 3. helyezett (1969)
- világbajnoki 4. helyezett (1972)
- világbajnoki 5. helyezett (1970)
- Európa-bajnoki 2. helyezett (1971)
- kétszeres Európa-bajnoki 3. helyezett (1967, 1970)
- háromszoros Európa-bajnoki 4. helyezett (1968, 1969, 1972)
- Európa-bajnoki 6. helyezett (1966)
- Universiade-győztes (1970)
- magyar bajnok (1964, 1966, 1967, 1968, 1969, 1970, 1972)

| Verseny/Szezon   | 62/63 | 63/64 | 64/65 | 65/66 | 66/67 | 67/68 | 68/69 | 69/70 | 70/71 | 71/72 |
| ---------------- | ----- | ----- | ----- | ----- | ----- | ----- | ----- | ----- | ----- | ----- |
| Olimpia          | -     | 17.   | -     | -     | -     | 6.    | -     | -     | -     | 5.    |
| Világbajnokság   | -     |       | -     | 7.    | -     | 8.    | 3.    | 5.    | 7.    | 4.    |
| Európa-bajnokság | -     |       |       | 6.    | 3.    | 4.    | 4.    | 3.    | 2.    | 4.    |
| Téli Universiade | -     | -     | -     | -     | -     | -     | -     | 1.    | -     | -     |
| Magyar bajnokság | 2.    | 1.    | 2.    | 1.    | 1.    | 1.    | 1.    | 1.    |       | 1.    |